# Oxidationsmiddel
Et oxidationsmiddel er et kemikalie, der har en oxiderende virkning, dvs. er i stand til at optage elektroner fra et andet stof (hvorved dette stofs oxidationstrin stiger). Et almindeligt kendt oxidationsmiddel er oxygen (O2) fra Jordens atmosfære.
Oxidationsmidler bruges bl.a. i krudtblandinger – som f.eks. i sortkrudt. Her bruges kaliumnitrat som oxidationsmiddel. Derved opnås en hurtigere forbrænding, da kemikaliet indeholder oxygen/ilt.

## Eksempler på oxidationsmidler
- Kaliumperklorat – bruges i nogle typer Flash Powder og Armstrongs blanding.
- Kaliumklorat – som kaliumperklorat, blot mere følsom.
- Kaliumpermanganat – bruges f.eks. i Flash Powder.
- Jernoxid – bruges f.eks. i termit, der er en blanding af jernoxid og aluminium-pulver, der brænder ved en meget høj temperatur.